# Allt om Vetenskap
Allt om Vetenskap (AoV) var en svensk populärvetenskaplig tidning med tyngdpunkt på naturvetenskap. Tidningen utgavs av Allt om Vetenskap Förlags AB och utgavs första gången i mars 2004 och sista gången i juni 2018. Orsaken till nedläggningen angavs vara ett sjunkande tidningsköpande.
AoV bevakade både svensk och internationell forskning. Bland tidningens skribenter fanns bland annat vetenskapsjournalister och forskare. Andra ämnen som det skrevs om i tidningen var bland annat historia, psykologi och matematik.